# وگا (موشک)
وِگا (به [Vettore Europeo di Generazione Avanzata Vega] Error: {{Lang-xx}}: متن دارای نشانه‌گذاری ایتالیک است (راهنما))، (نسل پیشرفته موشک باربر اروپایی) یک سامانه یک‌بارمصرف پرتاب توسط آریان‌اسپیس است که به طور مشترک با همکاری سازمان فضایی ایتالیا و آژانس فضایی اروپا طراحی شده است. زمان آغاز پیشرفت در ساختن وگا سال ۱۹۹۸ بود و نخستین راه‌اندازی آن از پایگاه فضایی گویان در تاریخ ۱۳ فوریهٔ ۲۰۱۲ صورت گرفت.سفارش‌های آریان‌اسپیس برای تأمین پرتاب‌گرهای مورد نیاز خود، تولیدات وگا دست کم تا پایان سال ۲۰۱۸ را پوشش می‌دهند.
این موشک برای بارگیری بارهای کوچک - ماهواره‌های ۳۰۰ تا ۲۵۰۰ کیلوگرم برای مأموریت‌های مشاهدهٔ علمی و دیده‌بانی زمین به مدارهای قطبی و مدار نزدیک زمین طراحی شده‌است.